# ديفيد فريدمان (أستاذ جامعي)
ديفيد فريدمان (بالإنجليزية: David Friedman)‏ هو معلم موسيقى أمريكي، ولد في 10 مارس 1944 في نيويورك في الولايات المتحدة.

## وصلات خارجية
- ديفيد فريدمان على موقع ميوزك برينز (الإنجليزية)
- ديفيد فريدمان على موقع أول ميوزيك (الإنجليزية)
- ديفيد فريدمان على موقع أول ميوزيك (الإنجليزية)
- ديفيد فريدمان على موقع ديسكوغز (الإنجليزية)